# 楊貴妃傳奇
《楊貴妃傳奇》是台灣電視公司（台視）在1986年播出的八點檔連續劇，台視節目部製作，製作人吳健強，片頭題字王王孫，導演黃以功，主演包括了湯蘭花、金漢、張國柱、王孫、古錚、夏台鳳、曹健、魯直、江明、許淑蘋、孫凌娟等人。在台視播出《楊貴妃傳奇》的同時，中華電視台（華視）播出由馮寶寶主演的八點檔連續劇《楊貴妃》；最終《楊貴妃》收視率略勝《楊貴妃傳奇》一籌。

## 劇情簡介
唐朝開元年間，河南府士曹參軍楊玄琰之女楊玉環被選入宮，為壽王李瑁之王妃；楊玄琰亦獲朝廷拔擢為國子監太學博士。之後，唐玄宗李隆基看中了楊玉環，命楊玉環入玉真道觀為女道士，實際上是掩人耳目。不久，楊玉環正式入宮，冊封為貴妃，成了李隆基專寵的一位妃子。楊玉環天生是一位沒有心機的女人，又具備歌舞的才華，與宮中其他爭權奪利的嬪妃迥然不同，使得年邁的李隆基重新恢復了青春的生機。詩人李白曾經奉詔入宮，賜宴沉香亭中，因而譜成了千古傳誦的〈清平調三首〉：『雲想衣裳花想容，春風拂檻露華濃。若非群玉山頭見，會向瑤台月下逢。』『一枝紅艷露凝香，雲雨巫山枉斷腸。借問漢宮誰得似，可憐飛燕倚新妝。』『名花傾國雨相歡，長得君王帶笑看。解釋春風無限恨，沉香亭北倚欄干。』愛屋及烏的心情之下，李隆基恩澤廣被楊玉環家族，從兄楊國忠獲得不次拔擢而當上了宰相，三位姐妹也受封為國夫人。楊家的親眷都因為楊玉環的關係而飛黃騰達，得享富貴榮華。但是，楊玉環應了「紅顏薄命」的詛咒。唐朝的邊將，身兼平盧節度使、范陽節度使的安祿山，出兵二十萬造反。
天寶十五年正月初一，安祿山在洛陽紫宸舉行開國大朝，自封大燕皇帝。六月三十日，李隆基不得不出亡巴蜀。但是，軍行至興平縣西北二十三里的馬嵬驛時，龍武軍兵變，楊國忠以通敵謀反被殺。龍武軍大將軍陳玄禮唯恐楊貴妃將來會報復，請求李隆基「割愛」賜死楊貴妃；李隆基雖心中難以割捨，卻無法安定軍心，不得不屈從部將所請。一個毫無政治野心、也從未干預朝政的楊貴妃，就這樣被以一條皎潔的絹布縊死在荒僻的馬嵬驛，結束了繁華卻又極端無奈的一生。

## 演員表
- 湯蘭花─楊玉環
- 金　漢─唐玄宗
- 張國柱─安祿山
- 王　孫─李林甫
- 古　錚─李　瑁
- 夏台鳳─玉真公主
- 曾伊玲─梅　妃
- 江　明─李　白
- 曹　健─高力士
- 魯　直─張韜光
- 謝慶俊（嘟嘟）─小六子
- 許淑蘋─謝阿蠻
- 孫凌娟─咸宜公主
- 張　鵬─史思明
- 梅芳─安母
- 艾偉─楊洄
- 徐樂眉─韋妃
- 劉德淑─魏來馨

## 歌曲
主題曲：〈清平調〉
作詞：李白；作曲：鮑比達；主唱：湯蘭花；製作：齊飛實業

## 外部連結
- YouTube台視官方頻道《楊貴妃傳奇》 （页面存档备份，存于）